# دهستان شونگپهوگ
دهستان شونگپهوگ (به لاتین: Shongphoog Gewog) یک دهستان در کشور بوتان است که در ناحیهٔ تراشیگانگ واقع شده‌است.